# Tieriechowka (rejon rylski)
Tieriechowka (ros. Тереховка) – wieś (ros. деревня, trb. dieriewnia) w zachodniej Rosji, w sielsowiecie krupieckim rejonu rylskiego w obwodzie kurskim.

## Geografia
Miejscowość położona jest 1 km od centrum administracyjnego sielsowietu krupieckiego (Krupiec), 24 km od centrum administracyjnego rejonu (Rylsk), 128 km od Kurska.

## Demografia
W 2010 r. miejscowość zamieszkiwało 141 osób.